# Pragmatismo
Per pragmatismo (dal greco antico πρᾶγμα?, prâgma, "fatto concreto") si intende un movimento filosofico il quale sostiene che l'attività concreta, intesa nel senso di un comportamento in ambito sociale, politico o scientifico diretto alla realizzazione di un fine concreto, esercita un primato su quella teoretica astratta o etico-morale. Questa corrente di pensiero si afferma verso la fine del XIX secolo negli Stati Uniti e successivamente si diffonde anche in Europa.
Il pragmatismo fu la prima filosofia americana elaborata autonomamente. Il padre ispiratore di questa corrente di pensiero fu Ralph Waldo Emerson, considerato un protopragmatista o anche un vero e proprio pragmatista: i suoi fondatori furono Charles Sanders Peirce e William James. Il filosofo e pedagogista americano John Dewey, tornando fra l'altro ad una personale rilettura di Emerson, elaborò il pragmatismo in una nuova filosofia che chiamò Strumentalismo.

## Terminologia
Il termine pragmatism fu coniato da Peirce nel senso terminologico usato da Immanuel Kant che distingueva una "ragion pratica" (praktisch), intesa come fondamento razionale della legge morale e una "ragion pragmatica" (pragmatisch) nel senso di una razionalità diretta al conseguimento di un fine concreto:
Esiste in realtà una profonda differenza concettuale rispetto alla ragione kantiana essenzialmente formale ben diversa dalla ragione pragmatica che viene intesa come un processo di intervento attivo sulla realtà.

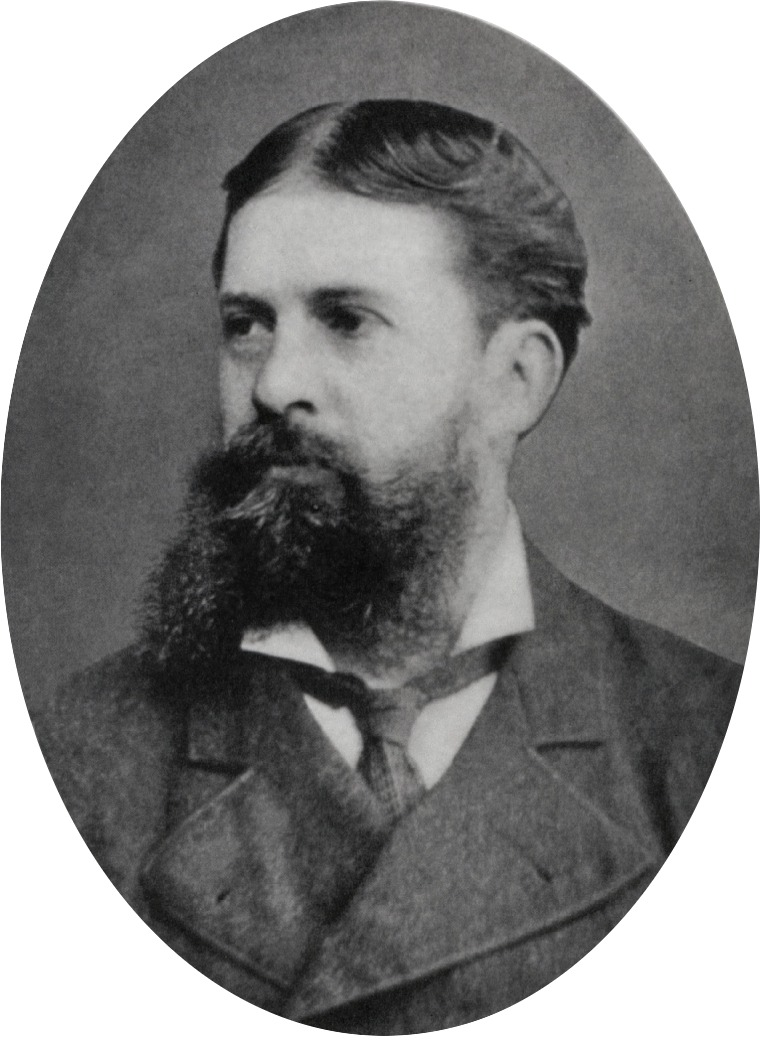
Charles Sanders Peirce.

## Descrizione
Il pragmatismo trovava corrispondenze con la teoria evoluzionistica, nel senso che in questa teoria lo sviluppo della coscienza era finalizzato alla conservazione e all'accrescimento della vita. La conoscenza quindi nasce quando comincia a cedere la fiducia in una credenza e quindi si incrina l'abito a considerarla valida, di modo che comincia a ricercarsi una nuova credenza su cui basare un'abitudine più consolidata ed efficace.
Del tutto negativo è il giudizio del pragmatismo sul pensiero cartesiano, il quale affermava che la verità si originava dal cogliere intuitivamente il carattere di chiarezza e distinzione delle idee. Per il pragmatismo, invece, per chiarire ciò che pensiamo non serve l'intuizione che caratterizza l'evidenza ma vedere quale comportamento abitudinario comporta credere nella verità di un'idea e ricercarne la validità confrontandola pubblicamente con gli altri.
Bisogna convincersi, inoltre, che la verità di un'idea non può basarsi su fatti passati ma vedere quali conseguenze nel futuro comporta credere in un'idea come vera. Il pragmatismo, con Charles Sanders Peirce, intende affermare poi che il significato di un’espressione si identifica con l’insieme di tutte le concepibili conseguenze pratiche che derivano dalla sua accettazione, per cui significato e azioni possibili si sovrappongono.
Per William James sostenere una teoria del significato che si risolve nell'azione è di fatto un controsenso e, in accordo con John Dewey, identifica invece la verità con l’utilità pratica per cui la funzione fondamentale dell'intelletto è di consentire una conoscenza obiettiva della realtà al fine di realizzare un'efficace azione su di essa. Per rispondere alle critiche di chi vedeva nel pragmatismo una filosofia del successo ben adeguata alla concezione utilitaristica americana della vita, Peirce cambiò il nome del pragmatismo in "pragmaticismo" rifiutando le accuse e anzi sostenendo che il pragmatismo voleva elevare il livello della razionalità nel comportamento.
Un pragmatista, in altre parole, sarà interessato a questioni di metodo o di scopo se la loro risoluzione porta ad agire con profitto ed efficacia, attraverso un continuo rimando a premesse e circostanze concrete, tralasciando le sottigliezze meramente verbali. Avrà un atteggiamento mentale e comportamento di chi privilegia la pratica e la concretezza rispetto alla teoria, agli schemi astratti e ai principi ideali. Al concetto tradizionale di verità teoretica come criterio di scelta tra diverse dottrine si sostituisce dunque la pratica utilità, intesa in senso ampio (fecondità per la vita religiosa e morale come per la scienza).
Richard Rorty propone tre caratterizzazioni del termine "pragmatismo" (termine a suo dire "vago, ambiguo e trito"):
- Il pragmatismo «è semplicemente l'antiessenzialismo applicato a nozioni come verità, conoscenza, linguaggio, moralità e simili oggetti della teorizzazione filosofica».[8] Concetto questo che deriva direttamente dal rifiuto da parte dei pragmatisti classici (Peirce, James, ecc.) della teoria della verità come corrispondenza con la realtà. Secondo James è nel vocabolario della pratica e dell'azione, piuttosto che della teoria e della contemplazione, che si può dire qualcosa di utile sulla verità.
- Secondo i pragmatisti «non esiste una differenza epistemologica tra la verità circa ciò che deve essere e la verità circa ciò che è, né alcuna differenza metafisica tra moralità e scienza», perché l'obiettivo di tutte le ricerche - scientifiche come morali - è la deliberazione circa le relative attrattive delle varie alternative concrete.[9]
- Il pragmatismo «è la dottrina secondo cui non vi sono limiti o paletti alla ricerca se non quelli della conversazione - nessun limite generale imposto dalla natura degli oggetti, o della mente, o del linguaggio, ma solo quei limiti particolari che sorgono nella discussione con i nostri compagni di ricerca»,[9] ovvero il riconoscimento del carattere contingente dei nostri punti di partenza e l'accettazione che l'unica fonte di guida per noi è la comune eredità e la discussione interna alla comunità umana.[10]

## Rappresentanti del pragmatismo
Protopragmatismo
- Ralph Waldo Emerson (il protopragmatista moderno, dopo i sofisti greci; filosofia esistenziale e pedagogica)

Pragmatismo classico
- John Dewey (Filosofia dell'educazione)
- William James (psicologo e filosofo)
- Charles Sanders Peirce (1839-1914 fondatore del pragmatismo americano, semiotico, logico e matematico)
- George Herbert Mead (filosofo e sociologo)
- Reinhold Niebuhr (teologo e critico sociale)
- Giovanni Papini (pragmatista italiano)
- Giuseppe Prezzolini (pragmatista italiano)
- Giovanni Vailati (pragmatista analitico italiano)
- Mario Calderoni (pragmatista analitico italiano)
- Josiah Royce (collega di James, spesso associato col neohegelismo)
- George Santayana (spesso non considerato come pragmatista canonico)
- Ferdinand Canning Scott Schiller
- Jane Addams
- James Tufts
- Edward Ames
- Alain Locke
- Charles Morris

Neopragmatismo
- Richard Rorty